# ÖHB-Cup 2020/21
Der ÖHB-Cup 2020/21 war die 34. Austragung des Handballcupwettbewerbs der Herren.
Aufgrund der COVID-19-Pandemie wurde die Austragung des ÖHB-Pokals der Vorsaison am 1. April 2020 nach dem Viertelfinale abgebrochen. Dementsprechend gab es keinen Sieger.

## Hauptrunden

### 1. Runde
| Datum, Uhrzeit          | Heimmannschaft                      | Ergebnis          | Gastmannschaft                     |
| ----------------------- | ----------------------------------- | ----------------- | ---------------------------------- |
| 2. Feb. 2021, 19:00 Uhr | Union Leoben (2L) 7 Nikolic         | 37 : 28 (20 : 17) | Union St. Pölten (2L) 7 Bruckner   |
| 2. Feb. 2021, 20:00 Uhr | WAT Atzgersdorf (2L) 4 Fuchs, Trzil | 18 : 25 (5 : 15)  | Vöslauer HC (2L) 9 Offner, Schartl |

### Achtelfinale
| Datum, Uhrzeit           | Heimmannschaft                                     | Ergebnis          | Gastmannschaft                              |
| ------------------------ | -------------------------------------------------- | ----------------- | ------------------------------------------- |
| 21. Feb. 2021, 16:00 Uhr | HSG Bärnbach/Köflach (1L) 11 Stojanović            | 30 : 38 (13 : 16) | Handball Tirol (1L) 9 Wanitschek            |
| 2. März 2021, 19:00 Uhr  | HC Linz AG (1L) 7 Haunold                          | 20 : 31 (10 : 14) | Bregenz Handball (1L) 7 Jurić-Grgić, Wassel |
| 2. März 2021, 19:30 Uhr  | Vöslauer HC (2L) 5 Kohlmaier, Forsthuber, Strazdas | 26 : 30 (13 : 15) | HSG Graz (1L) 13 Beloš                      |
| 2. März 2021, 19:30 Uhr  | BT Füchse (2L) 4 Kuhn, Spendier F., Breg, Jadron   | 26 : 35 (10 : 18) | UHK Krems (1L) 7 Prokop                     |
| 3. März 2021, 19:00 Uhr  | Union Leoben (2L) 4 Kováčech                       | 21 : 29 (11 : 12) | Alpla HC Hard (1L) 6 Zivkovic, Marić        |

### Viertelfinale
| Datum, Uhrzeit           | Heimmannschaft                      | Ergebnis          | Gastmannschaft                                         |
| ------------------------ | ----------------------------------- | ----------------- | ------------------------------------------------------ |
| 20. März 2021, 15:00 Uhr | Alpla HC Hard (1L) 7 Zivkovic       | 24 : 21 (13 : 9)  | Handball Tirol (1L) 5 Miskovez                         |
| 20. März 2021, 19:00 Uhr | UHK Krems (1L) 9 Feichtinger        | 32 : 35 (15 : 16) | Handballclub Fivers Margareten (1L) 8 Damböck, Hutecek |
| 21. März 2021, 16:00 Uhr | Bregenz Handball (1L) 10 Frühstück  | 38 : 36 (18 : 18) | SC Ferlach (1L) 11 Pomorisac                           |
| 20. Apr. 2021, 18:00 Uhr | SG Handball West Wien (1L) 6 Kofler | 33 : 19 (15 : 12) | HSG Graz (1L) 4 Hallmann, Pangerc                      |

### Halbfinale
| Datum, Uhrzeit           | Heimmannschaft                       | Ergebnis                  | Gastmannschaft                                |
| ------------------------ | ------------------------------------ | ------------------------- | --------------------------------------------- |
| 24. Apr. 2021, 17:00 Uhr | Bregenz Handball (1L) 10 Frühstück   | 27 : 28 (15 : 15)         | Handballclub Fivers Margareten (1L) 9 Hutecek |
| 24. Apr. 2021, 18:30 Uhr | SG Handball West Wien (1L) 11 Ranftl | 28 : 27 (13, 24 : 11, 24) | Alpla HC Hard (1L) 9 Horvat                   |

### Finale

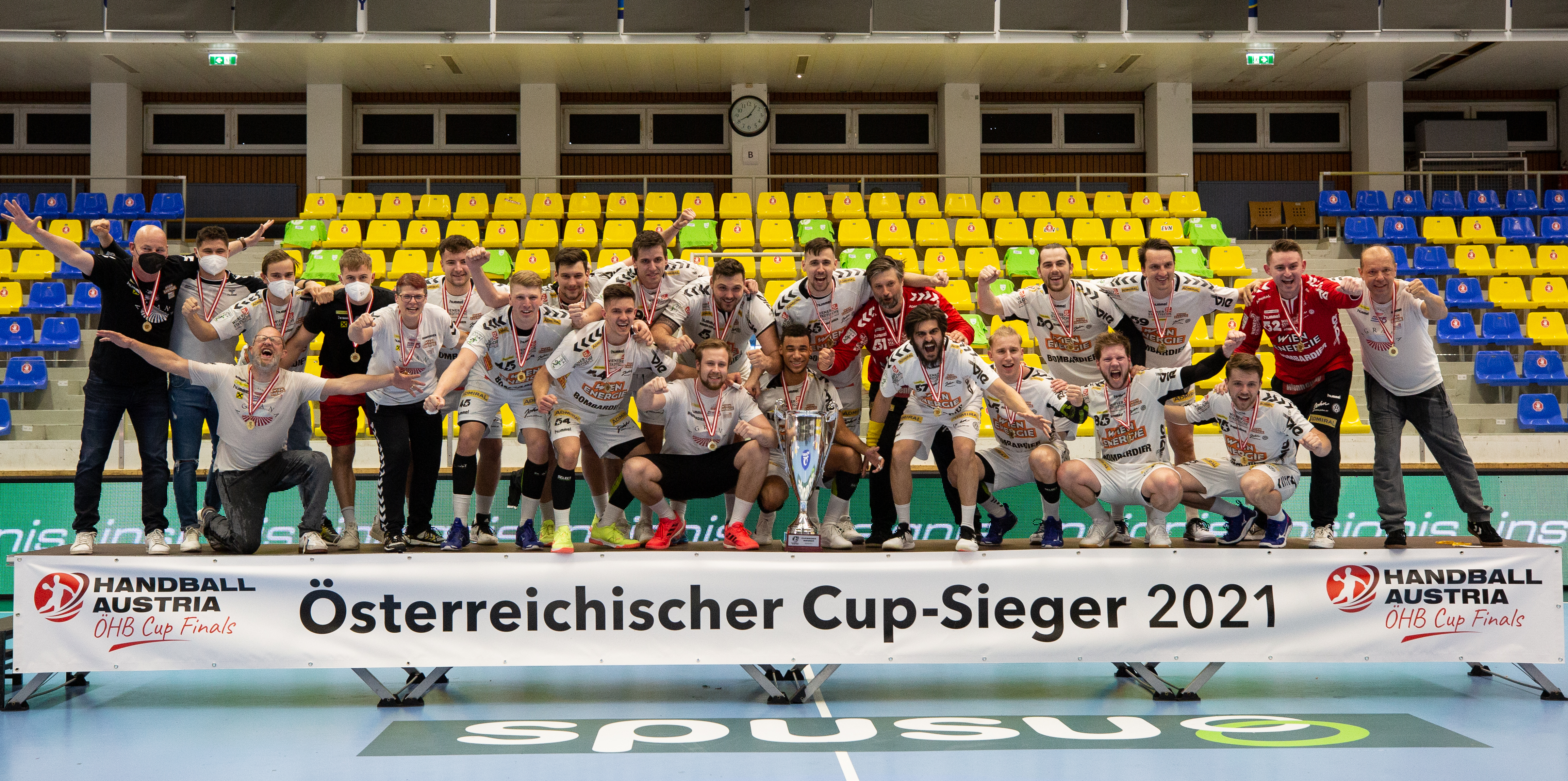
Der Handballclub Fivers Margareten mit dem Pokal

| SG Handball West Wien | SG Handball West Wien | SG Handball West Wien | SG Handball West Wien | SG Handball West Wien | 28 (16) | - | 31 (17) | Handballclub Fivers Margareten | Handballclub Fivers Margareten | Handballclub Fivers Margareten | Handballclub Fivers Margareten | Handballclub Fivers Margareten |
| --------------------- | --------------------- | --------------------- | --------------------- | --------------------- | ------- | - | ------- | ------------------------------ | ------------------------------ | ------------------------------ | ------------------------------ | ------------------------------ |
| Rückennummer          | Spieler               | Gelbe Karte           |                       | Rote Karte            | Tore    |   | Tore    | Gelbe Karte                    |                                | Rote Karte                     | Spieler                        | Rückennummer                   |
| 2                     | Philipp Seitz         |                       |                       |                       | 0       |   | 6       |                                | 1                              |                                | Tobias Wagner                  | 5                              |
| 3                     | Constantin Möstl      |                       |                       |                       | 0       |   | 5       |                                | 1                              |                                | Eric Damböck                   | 15                             |
| 6                     | Markus Mahr           |                       |                       |                       | 2       |   | 4       |                                |                                |                                | Nikola Stevanovic              | 25                             |
| 7                     | Matthias Führer       |                       |                       |                       | 1       |   | 0       |                                |                                |                                | Lukas Gangel                   | 35                             |
| 10                    | Elias Kofler          | 1                     | 1                     |                       | 2       |   | 3       |                                | 1                              |                                | Lukas Hutecek                  | 45                             |
| 11                    | Paul Pfeifer          |                       | 1                     |                       | 0       |   | 0       |                                |                                |                                | Vincent Schweiger              | 50                             |
| 13                    | Franko Lastro         |                       |                       |                       | 0       |   | 0       |                                |                                |                                | Wolfgang Filzwieser            | 51                             |
| 16                    | Florian Kaiper        |                       |                       |                       | 0       |   | 0       |                                |                                |                                | Boris Tanic                    | 52                             |
| 28                    | Wilhelm Jelinek       | 1                     | 1                     |                       | 2       |   | 2       |                                |                                |                                | Fabian Glätzl                  | 54                             |
| 29                    | Julian Pratschner     |                       | 1                     |                       | 4       |   | 2       |                                |                                |                                | Marin Martinović               | 55                             |
| 33                    | Moritz Mittendorfer   |                       |                       |                       | 1       |   | 2       |                                |                                |                                | Herbert Jonas                  | 57                             |
| 36                    | Julian Schiffleitner  |                       |                       |                       | 0       |   | 0       |                                |                                |                                | Christian Saric                | 58                             |
| 44                    | Julian Ranftl         |                       | 1                     |                       | 12      |   | 2       |                                |                                |                                | Markus Kolar                   | 59                             |
| 50                    | Marko Katic           |                       |                       |                       | 3       |   | 1       |                                |                                |                                | Maximilian Riede               | 75                             |
| 75                    | Felix Fuchs           |                       |                       |                       | 1       |   | 3       |                                |                                |                                | David Brandfellner             | 85                             |
| 97                    | Samuel Kofler         |                       |                       |                       | 0       |   | 1       | 1                              | 2                              |                                | Thomas Seidl                   | 95                             |
| Trainer               | Michael Draca         |                       |                       |                       |         |   |         |                                |                                |                                | Peter Eckl                     | Trainer                        |

Schiedsrichter: Christoph Hurich & Denis Bolić